# Нерлинка
Нерлинка (рос. Нерлинка) — присілок у Камєшковському районі Владимирської області Російської Федерації.
Входить до складу муніципального утворення Сергеїхінське сільське поселення. Населення становить 7 осіб (2010).

## Історія
Присілок розташований на землях фіно-угорського народу мещери.
Від 1940 року належить до Камєшковського району. Спочатку у складі Івановської області, а від 1944 року — Владимирської області.
Згідно із законом від 11 травня 2005 року входить до складу муніципального утворення Сергеїхінське сільське поселення.

## Населення
| 1859 | 1905 | 1926 | 2002 | 2010 |
| ---- | ---- | ---- | ---- | ---- |
| 140  | ↗145 | ↘142 | ↘10  | ↘7   |